# 磷酸三苯酯
磷酸三苯酯 (TPhP) 是一种有机化合物 ，化学式 OP(OC6H5)3。这种无色固体是磷酸酯，也是一种苯酚。它在多种环境和产品中用作塑化剂和阻燃剂。 

## 制备
磷酸三苯酯是由苯酚和三氯氧磷的双分子亲核取代反应制备而成的。

## 用处
磷酸三苯酯已被广泛用作阻燃剂和塑化剂。  它已被用作多种材料的阻燃剂，包括电子设备，PVC，液压液，胶水，指甲油和浇铸树脂。 其作为阻燃剂的作用机理如下：首先，磷酸三苯酯在热分解过程中形成磷酸。 它会反应形成焦磷酸，当其处于凝结相时，作用就是阻止热传递。 作为某些聚合物的最有效的阻燃剂之一，磷酸三苯酯仅在气相中阻燃剂中的添加剂。  几年前，多溴二苯醚的停止使用导致了磷酸三苯酯的使用量上升。
磷酸三苯酯还被用作清漆和液压液中的塑化剂。 指甲油作为接触磷酸三苯酯的来源，已引起特别关注。 

## 毒性
表明TPhP具有显着的毒理学作用的信息有限。  尽管最初预计它的影响总体较小，但越来越多的证据表明这种影响可能并非如此无害。 磷酸三苯酯通过皮肤接触或口服会表现出较低的急性毒性。  但是，越来越多的研究将磷酸三苯酯的暴露与生殖和发育毒性，神经毒性，代谢破坏，内分泌系统以及基因毒性联系起来。  人们还发现磷酸三苯酯会诱导明显的雌激素活性。  一项研究发现，在珊瑚石斑鱼，黄色条纹山羊鱼和淡水鲈鱼的多项研究中，均观察到了高于最低可观察到的影响的浓度。 这表明磷酸三苯酯可能以足够高的浓度存在于环境中，从而具有有害的生态影响。  欧洲化学品管理局认为磷酸三苯酯对水生生物有毒，并可能产生长期影响。 
与许多持久性有机污染物相反，磷酸三苯酯对脂质的亲和力有限。 仍然发现，该化合物的生物累积以不同的水平出现在鱼类中，其中最强的差别基于性别，摄食模式和代谢效率而产生。但是，尚不清楚解释磷酸三苯酯以这种方式累积的原因和机制。 

## 环境扩散与变化
在环境中已探测到磷酸三苯酯的存在。 已知其他磷酸三芳基酯会挥发并通过液压液泄漏从塑料中浸出，也有一小部分通过制造过程进入水生环境。  特别是，已经发现磷酸三苯酯能通过工业用途（如制造过程中）以及通过室内使用（例如通过油漆和电子设备）等各种来源进入环境。  与许多其它含磷的阻燃剂一样，磷酸三苯酯已广泛发现于沉积物，土壤，室内灰尘和空气中。 
一旦在水中，磷酸三苯酯在有氧和无氧条件下都被发现生物降解的速度相对较快，并且它不符合持久性有机污染物的标准。  然而，尽管该化合物易于生物降解并且不会生物积累，但是由于所利用的绝对体积而易于检测。  2014年，美国环境保护署将磷酸三苯酯加入其有毒物质控制法工作计划清单中，理由是该化合物表现出急性和慢性水生毒性，中等生物蓄积潜力和中等环境持久性。  但是，仍然没有足够的信息来全面评估磷酸三苯酯的环境影响。